# Webb Peak, Östantarktis
Webb Peak är en bergstopp i Antarktis. Den ligger i Östantarktis. Nya Zeeland gör anspråk på området. Toppen på Webb Peak är 1 442 meter över havet.
Terrängen runt Webb Peak är kuperad åt nordväst, men åt sydost är den bergig. Trakten är obefolkad. Det finns inga samhällen i närheten. 